# Leucospis darjilingensis
Leucospis darjilingensis är en stekelart som beskrevs av Mani 1937. Leucospis darjilingensis ingår i släktet Leucospis och familjen Leucospidae. Inga underarter finns listade i Catalogue of Life.